# Challenge-Cup

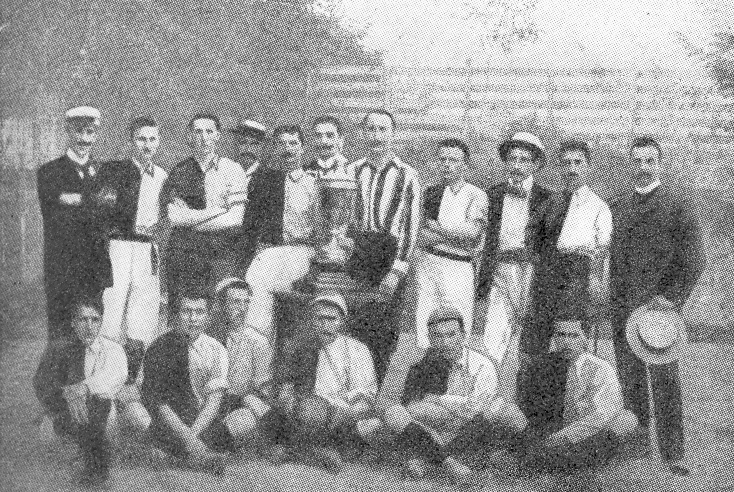
Die Vienna mit dem Challenge-Cup in ihrer Mitte im Jahr 1899

Der Challenge-Cup wurde 1897 von John Gramlick, einem Mitbegründer des Vienna Cricket and Football-Club ins Leben gerufen, der auch die Trophäe stiftete. Das Besondere an diesem Wettbewerb war, dass er grundsätzlich offen war für alle Vereine der damaligen Österreichisch-Ungarischen Monarchie. Er hatte somit einen über drei nationale Fußballverbände gehenden Charakter, war aber politisch gesehen nicht international. Gespielt wurde nach britischem Vorbild im K.-o.-System ohne Rückspiel. Die Konkurrenz trug viel zur Verbreitung des Fußballsports in Österreich-Ungarn bei, obgleich sie einige Male nicht ausgespielt wurde. Erst mit Beginn einer Liga-Meisterschaft in Österreich (jene von Ungarn gab es bereits seit 1900) fand dieser Pokalwettbewerb nicht mehr statt. In den ersten drei Saisons nahmen nur Wiener Teams an dieser Konkurrenz teil. Ab der Saison 1900/01 spielten die Österreicher und Ungarn, ein Jahr später auch die Tschechen zunächst getrennte Zonen-Endspiele aus, deren Sieger dann die Halbfinals bestritten. Dort hatte turnusmäßig jeweils eine der drei Mannschaften ein Freilos. Beteiligte sich ein Verband nicht, galten die beiden Zonen-Endspiele gleichzeitig als Halbfinals des Wettbewerbs. Bis auf wenige Ausnahmen nahmen vor allem die bedeutenden Vereine der drei großen Metropolen und Fußballzentren Wien, Prag und Budapest am Wettbewerb teil.
Ursprünglich sollte die Trophäe im Besitz eines Vereins bleiben, wenn es diesem gelang den Cup dreimal in Folge zu gewinnen. Nachdem der Wiener AC jedoch dreimal den Wiener Tagblatt-Pokal für sich entschieden hatte und sich danach niemand mehr gefunden hatte, der eine neue Trophäe stiften konnte, wurde diese Regelung 1903 außer Kraft gesetzt und der Challenge-Cup als Wanderpokal tituliert. In den Satzungen wurde exakt festgehalten, dass es keinem Verein erlaubt sei, den Pokal für sich zu behalten. Heute befindet sich der Pokal im Besitz des Wiener Sport-Club, dem letzten Sieger des Challenge-Cup im Jahre 1911.
Der Challenge-Cup wird sowohl als Vorreiter des Österreichischen Cupbewerbes als auch des 1927 eingeführten internationalen Mitropa-Cups angesehen.

## Endspiele 1897–1911
| Jahr    | Datum              | Cupsieger                        | Finalist                                                                       | Resultat     |
| ------- | ------------------ | -------------------------------- | ------------------------------------------------------------------------------ | ------------ |
| 1897/98 | 21. November 1897  | Vienna Cricket and Football-Club | Deutsch-Österreichischer Turnverein Wien                                       | 7:0          |
| 1898/99 | 5. März 1899       | First Vienna FC 1894             | AC Victoria Wien                                                               | 2:1          |
| 1899/00 | 11. März 1900      | First Vienna FC 1894             | Vienna Cricket and Football-Club                                               | 2:0          |
| 1900/01 | 21. April 1901     | Wiener AC                        | SK Slavia Praha                                                                | 1:0 (1:0)    |
| 1901/02 | 19. Mai 1902       | Vienna Cricket and Football-Club | Budapesti Torna Club                                                           | 2:1 (1:1)    |
| 1902/03 | 24. Mai 1903       | Wiener AC                        | Český Athletic & Football Club Praha (Gegner reiste nicht an)                  | WAC kampflos |
| 1903/04 | 10. April 1904     | Wiener AC                        | Vienna Cricket and Football-Club (Gegner aus Ungarn & Böhmen reisten nicht an) | 7:0 (2:0)    |
| 1904/05 | 24. April 1905     | Wiener Sportvereinigung          | Magyar AC Budapest                                                             | 2:1          |
| 1908/09 | 13. Juni 1909      | Ferencvárosi TC                  | Wiener Sport-Club                                                              | 2:1 (1:0)    |
| 1910/11 | 23. September 1911 | Wiener Sport-Club                | Ferencvárosi TC                                                                | 3:0          |

Es gilt als unwahrscheinlich, dass es in der Saison 1909/10 zur Austragung des Challenge-Cup kam, da es keine offiziellen Aufzeichnungen und auch keine auffindbaren Zeitungsberichte darüber gibt. Einzelne Quellen sprechen aber vom Finalspiel Budapesti Torna Club gegen den Wiener Sport-Club (2:1).

## Challenge-Cup-Sieger
- 3 ×  Wiener AC: 1901, 1903, 1904
- 2 ×  Vienna Cricket and Football-Club: 1898, 1902
- 2 ×  First Vienna FC 1894: 1899, 1900
- 1 ×  Wiener Sportvereinigung: 1905
- 1 ×  Ferencvárosi TC: 1909
- 1 ×  Wiener Sport-Club: 1911